# André Frénaud
André Frénaud, né le 26 juillet 1907 à Montceau-les-Mines et mort le 21 juin 1993 à Paris 7e, est l'un des poètes français les  plus significatifs de la génération qui, dans la seconde moitié du XXe siècle, succède au mouvement surréaliste.

## Biographie
Après des études secondaires à Dijon, il poursuit dans les voies de la Philosophie et du Droit à Paris. Il est en 1930 lecteur de français à l'Université de Lwów (en Pologne à cette époque), voyage en Russie, Espagne et Italie. Il entre en 1937 dans une administration, le ministère des Travaux Publics, qu'il ne quittera qu'en 1967.
Mobilisé en 1939, il est fait prisonnier et passe deux ans en captivité dans le Brandebourg avant d'être libéré en mars 42 et renvoyé en France grâce à de faux papiers. Ayant commencé à écrire en 1938, ses poèmes réunis dans son manuscrit Les Rois mages sont édités pour la première fois en 1943 par l'éditeur Pierre Seghers et paraissent, sous le pseudonyme de "Benjamin Phelisse", dans les publications clandestines de la Résistance dirigées par Paul Éluard, notamment L'Honneur des poètes. Il participe  activement à la revue Messages de Jean Lescure.
Ses recueils sont par la suite régulièrement publiés chez Gallimard, ainsi que des entretiens avec Bernard Pingaud sur sa poésie et la création poétique en général.
Il est l'un des signataires du Manifeste des 121 sur le droit d'insoumission dans la guerre d'Algérie, paru le 6 septembre 1960. Fonctionnaire, il est alors puni par l'État de plusieurs mois de suspension.
Il reçoit en 1973 le Grand Prix de poésie de l'Académie française, en 1985 le Grand Prix national de Poésie et, en 1989, le Grand prix de poésie de la SGDL (Société des gens de lettres).
Frénaud a noué des amitiés durables avec les peintres Raoul Ubac et Jean Bazaine dont il accompagne de ses préfaces les expositions. Ses poèmes sont également illustrés par de nombreux autres artistes. Il a collaboré fructueusement avec l'éditeur, poète et artiste Pierre-André Benoit (PAB) à Alès.
Après s'être marié dans les années 1950 avec Christiane Bailly, André Frénaud épouse le 8 juin 1971 la relieuse Monique Mathieu qui développe depuis quelques années une œuvre importante et personnelle soutenue par des bibliophiles de premier plan. Le couple acquiert et restaure une maison ancienne à Bussy-le-Grand, en Côte-d'Or, et y aménage un atelier où Monique Mathieu reliera nombre d'ouvrages de son mari ainsi que de leurs amis littérateurs et peintres.
Il meurt le 21 juin 1993 dans le 7e arrondissement de Paris.

## Donation au Musée Rolin
Monique Mathieu fait en 1999 une donation de quatre-vingt-quinze œuvres (vingt peintures, cinquante-huit dessins et papiers collés, quatorze gravures et trois sculptures) à la ville d'Autun (Saône-et-Loire).
Après deux expositions temporaires de la donation en 2000 et 2004 au Musée Rolin, est inaugurée en octobre 2008 la salle permanente (90 m2) qui lui est consacrée dans les combles nouvellement aménagés de l'hôtel Lacomme.
- Se trouvent notamment exposés L'Homme à la pochette (1945) de Dubuffet, l' Hommage à Jean Fouquet (1952) d'Estève, Corps étendu (1949) et Nature morte jaune (1950) d'Ubac, L'Oiseleur de Jacques Villon (1931), la sculpture Oiseau et oiseaux (1950) d'André Beaudin et des portraits d'André Frénaud par Ubac (1948) et André Beaudin (1954)[5].

## Éléments de bibliographie
- Les Rois mages, Villeneuve-les-Avignon, Seghers, 1943.
- Poèmes de dessous le plancher (1944-1948) suivi de La Noce noire (1944-1945), Gallimard, 1949.
- Il n'y a pas de paradis, Gallimard, 1962.
- L'Étape dans la clairière, Gallimard, 1966.
- Les Rois mages, édition corrigée, Seghers, 1966; édition définitive, Gallimard, 1977.
- La Sainte face, Gallimard, 1968.
- Depuis toujours déjà (1953-1968), Gallimard, 1970.
- Notre inhabileté fatale (entretiens), Gallimard, 1972.
- La Sorcière de Rome, Gallimard, 1973.
- Hæres, Gallimard, 1982  (ISBN 207020636X).
- Nul ne s'égare, Gallimard, 1986  (ISBN 2070707407).
- Glose à la sorcière, Gallimard, 1995.

Plusieurs de ces recueils ont été réédités dans la collection Poésie/Gallimard :
- Les Rois mages suivi de L'Étape dans la clairière, 1987  (ISBN 2070324230)
- Il n'y a pas de paradis, avec une préface de Bernard Pingaud, 1967
- La Sorcière de Rome avec Depuis toujours déjà, avec une préface de Peter Broome, 1984  (ISBN 2070322505)
- La Sainte Face, 1985  (ISBN 2070323099)
- Nul ne s'égare, avec Hæres, 2006

Des choix de poèmes d'André Frénaud ont fait l'objet d'éditions bilingues ou en langues étrangères (allemand, néerlandais, italien, serbo-croate, hongrois, polonais, russe, macédonien, roumain, albanais, anglais).
Les textes d'André Frénaud sur la peinture de Raoul Ubac ont été rassemblés dans:
- Raoul Ubac et les fondements de son art, Éditions Adrien Maeght, 1984.

### Éditions illustrées (1944-1987)
- Vache bleue dans la ville, avec une lithographie de Jean Dubuffet, Paris, Pierre Seghers, 1944.
- La Noce noire, avec des lithographies de Jean Bazaine, Paris, Pierre Seghers, 1946
- Poèmes de Brandebourg, avec six gravures de Jacques Villon, Paris, Nouvelle Revue Française, 1947.
- La Femme de ma vie, avec une gravure de Jean Fautrier, Paris, A. Blaizot, 1947.
- Énorme figure de la déesse raison, avec une gravure de Raoul Ubac, Paris, [par les soins de Alain Trutat], 1950.
- Les Paysans, avec des eaux-fortes de André Beaudin, Paris, J. Aubier, 1951.
- Source entière, avec cinq lithographies de Fernand Léger, Paris, Seghers, 1952.
- C'est à valoir, avec un dessin de Maurice Estève, Alès, P.A.B[enoit], 1955.
- Chemins du vain espoir, avec des gravures au burin de Roger Vieillard, Paris, M. de Romilly, 1956.
- Passage de la visitation, avec une eau-forte de Jacques Villon, Paris, G[uy].L[evis].M[ano], 1956.
- La  Nuit des prestiges, avec un dessin de Jean Bazaine, Alès, PA.B., 1956.
- Dans l'arbre ténébreux, avec deux gravures de André Beaudin, Alès, P.A.B., 1956.
- Pauvres petits enfants, bois de Raoul Ubac, Alès, P.A.B., 1957.
- Cœur mal fléché, avec une gouache de Pab, Alès, P.A.B., 1957.
- Pays retrouve, avec une gravure de Jean Hugo, Alès, P.A.B., 1957.
- Le Château et la quête du poème, bois de Raoul Ubac, Alès, P.A.B., 1957.
- Noël au chemin de fer, avec des gravures de Joan Miró, Alès, PA.B., 1959.
- Agonie du général Krivitski, avec cinq dessins et une gravure originale d'André Masson, Paris, Pierre Jean Oswald, 1960.
- Ancienne mémoire, avec une gravure de Jean Bazaine, Paris, Le Divan, 1960.
- Tombeau de mon père, avec des eaux-fortes de Maurice Estève torées par Jean Signovert, Paris, Éditions Galanis, 1961.
- Pour l'office des morts, avec des gravures sur bois de Raoul Ubac, Alès, P.A.B., 1961.
- Le Chemin des devins suivi de Ménerbes, gravures de Eduardo Chillida, Paris, Maeght éditeur, 1966.
- Vieux pays suivi de Campagne, avec des gravures de Raoul Ubac, Paris, Maeght, 1967.
- Le Miroir de l'homme par les bêtes, gravures de Joan Miró, Paris, Maeght, 1972.
- Eclats et fumées par la campagne, avec 4 eaux-fortes originales de Maria Elena Vieira da Silva, Alès, P.A.B., 1972, 24 exemplaires.
- Mines de rien, petits délires, avec des gravures de Raoul Ubac, Veilhes, Gaston Puel, 1974.
- Haeres, 8 pointes-sèches et 2 aquatintes de Geneviève Asse, ]Paris, Éditions de l’Ermitage, 1977, 67 exemplaires.
- Alentour de la montagne, 16 empreintes originales tirées sur les ardoises gravées par Raoul Ubac, Éditions Galanis, 1980, 105 exemplaires.
- O Grande fermentation violente, avec une gravure de Charles Marq, L'Isle-sur-la-Sorgue, éditions La Balance, 1987.

## Correspondance
- Avec André Malraux : dans André Malraux, Lettres choisies 1920-1976, collection Folio 6219, Gallimard, 2016, p. 154 et 197-205.

## Sur André Frénaud
- Jean Lescure, André Frénaud ou la poésie à hauteur d'homme, dans Poésie 45, nos 22 et 23, Paris, Seghers, février et mars 1945.
- Georges-Emmanuel Clancier, André Frénaud, Paris, collection Poètes d'aujourd'hui, Seghers, 1953 (réédition en 1963).
- André Frénaud, textes de Raoul Ubac, Yves Bonnefoy, François Chapon, Pierre Lecuire, Jacques Réda, Bernard Pingaud, poèmes d'André Frénaud et bibliographie), Maison de la Culture d'Amiens et Centre national d'art et de culture Georges-Pompidou, Paris, 1977.
- André Frénaud, [nombreux textes et témoignages, notamment de Paul Éluard, Jean Follain, Raymond Queneau, Jean Tardieu, Jean Lescure, Jean Bazaine, Yves Bonnefoy, Georges-Emmanuel Clancier, Pierre Seghers ], Marseille, Sud no 39-40, 1981  (ISBN 2864460122).
- André Frénaud et Jean Tardieu, Marseille, Sud, 1983.
- Lire Frénaud, Éditions P. U. L., 1984.
- Pour André Frénaud, Obsidiane-Le Temps qu'il fait, collectif, sous la direction de François Boddaert (1993).
- Frénaud PAB Ubac 1948 - 1981, Alès, Musée Bibliothèque Pierre-André Benoit, 1995.
- "André Frénaud Dix ans après" in La Polygraphe 30-31 (1993) Textes de P. L. Rossi, J.-B. de Seynes, B. Grégoire, P. Boulage, Baptiste-Marrey, J.-Y. Debreuille...
- Pascal Commère, La grand'soif d'André Frénaud (Le Temps qu'il fait, 2001), D'un pays pâle et sombre (Le Temps qu'il fait, 2004).
- J.-Y Debreuille,  La voix et le geste, André Frénaud et ses peintres, La Baconnière, 2005.